# Велика Весь (Стараховицький повіт)
Велика Весь (пол. Wielka Wieś) — село в Польщі, у гміні Вонхоцьк Стараховицького повіту Свентокшиського воєводства.
Населення — 1338 осіб (2011).
У 1975-1998 роках село належало до Келецького воєводства.

## Демографія
Демографічна структура на день 31 березня 2011 року:
|          | Загалом | Допрацездатний вік | Працездатний вік | Постпрацездатний вік |
| -------- | ------- | ------------------ | ---------------- | -------------------- |
| Чоловіки | 653     | 122                | 456              | 75                   |
| Жінки    | 685     | 114                | 389              | 182                  |
| Разом    | 1338    | 236                | 845              | 257                  |